# ضياء رشوان
ضياء رشوان (يناير 1960 -) هو سياسي وصحفي مصري و ورئيس الهيئة العامة للاستعلامات. وتولي ضياء رشوان منصب نقيب الصحفيين المره الأولى ما بين مارس 2013 و ٢٠١٥ المرة الثانية من مارس ٢٠١٨ حتي مارس 2023 وتم انتخاب خالد البلشي خلفاً له بعد فوزه بانتخابات النقابة ضد خالد ميري رئيس تحرير جريدة الأخبار أنذاك.
ولد رشوان بالمحاميد، مركز أرمنت محافظة قنا في 1 يناير 1960. وهو حاصل علي بكالوريوس في العلوم السياسية من جامعة القاهرة عام 1981 وماجستير في التاريخ السياسي من جامعة السوربون في باريس في 1985. بدأ حياته المهنية كباحث وخبير بمركز الأهرام للدراسات السياسية والاستراتيجية منذ 1981، كما انه باحث زائر بالعديد من المعاهد الأكاديمية في بلدان أجنبية مثل اليابان وفرنسا خلال التسعينيات. عين نائباً لمدير مركز الأهرام للدراسات السياسية والاستراتيجية عام 2009، ثم مديراً له في سبتمبر 2011.
في أواخر عام 2009 خاض انتخابات نقيب الصحفيين ضد نقيبها آنذاك مكرم محمد أحمد الذي فاز بالتجديد بعد إعادة الانتخابات بينهما لعدم حصول أيا منهما على أكثر من نصف أصوات الناخبين في الجولة الأولى. وأيضا خاض انتخابات مجلس الشعب المصري 2010 على مقعد أرمنت بالأقصر والتي لم ينجح فيها متهمًا الحزب الوطني الحاكم بتزويرها. احجم عن خوض الانتخابات البرلمانية والنقابية بعد الثورة، إلا أنه رشح نفسه مجدداً لمنصب نقيب الصحفيين في انتخابات مارس 2013 والتي اسفرت عن فوزه بمنصب نقيب الصحفيين بعد حصوله على 1280 صوتا بنسبة 55% مقابل 1015 صوتا لمنافسه عبد المحسن سلامة. اختير عضواً بلجنة الخمسين التي وضعت دستور مصر 2014، وعضواً بالمجلس الأعلى للصحافة بين عامي 2013 و2015 ممثلاً لنقابة الصحفيين. تم اختياره في أبريل 2017 عضواً بالهيئة الوطنية للصحافة التي تدير وتشرف على الصحف القومية بمصر.
كما عين رئيسا للهيئة العامة للاستعلامات التابعة لرئاسة الجمهورية بدرجة وزير في يونيو 2017، وفي يوليو من نفس العام عضواً من الشخصيات العامة بالمجلس الأعلى لمواجهة الإرهاب والتطرف الذي يضم ثلاثين عضواً من المسؤولين والشخصيات العامة ويرأسه رئيس الجمهورية.
ضياء رشوان أختير كمنسق للحوار الوطني الذي دعي له الرئيس المصري عبد الفتاح السيسي، بين الأحزاب والقوي السياسية المؤيدة والمعارضة للحكومة المصرية، وفي ٢٠٢٥ أسس ضياء رشوان وعدد من السياسيين حزب الجبهة الوطنية، وتم اختياره ليتولي منصب نائب رئيس الحزب للشؤون السياسية.
والده هو الحاج يوسف رشوان الذي كان نائبًا للبرلمان وعضوا بالشورى بالتعيين عن الحزب الوطني المنحل وأيضا كان أمينا للحزب عن محافظة قنا وذلك لدورات عديدة.[بحاجة لمصدر]